# 富洲原港
富洲原港（とみすはらこう）は、三重県四日市市の四日市港の一部であり、四日市市北部の伊勢湾岸の富洲原地区にある漁港・貨物港・小型客船港である。
四日市市の富双2丁目・富田一色町（旧富田一色港）・住吉町・天カ須賀1丁目（以上、旧天ヶ須賀港）・天カ須賀新町に立地する。富双2丁目と天カ須賀新町は埋立地である。
富洲原港には揖斐川などの木曽三川から大雨で流木が大量に漂流する。
港内にトイレ設備もある。交通アクセスの面では、JR関西本線の富田駅より徒歩15分である。自動車の場合、国道23号の富田一色町交差点に近接する。駐車場設備は無料である。
釣りで捕獲される魚はメバル・カサゴ・アイナメ・マハゼ・サッパ・スズキ・クロダイである。

## 富洲原漁港
- 富洲原は魚介類の豊富な伊勢湾沿いであり漁業は古い時期から実施されていた。明治以前の漁獲方法は以下である。
  1. 地曳網
  2. 打瀬網
  3. 海老網
  4. 細口網
  5. 白魚網
  6. 浮曳網
  7. 横曳網
  8. 揚繰網
- 貝類の捕獲は富田の焼き蛤・赤貝・鳥貝・おの貝・ばか貝・しじみ貝などの種類である。
- 明治15年の三重県統計書によれば以下である[1]。
- 富田一色漁港
  1. 地曳網22隻
  2. 揚繰網14隻
  3. 打瀬網33隻
- 天ヶ須賀漁港
  1. 地曳網8隻
  2. 揚繰網12隻
- 漁獲量の内容は鰯・ひしこの比率が最大であり水産加工も鰯加工とひしこ加工に集中している。鰯の丸干・かたくち煮干・田作などの加工業者がある。加工組合数16軒のうち常時7軒～8軒が加工している。主な販売先は大阪市場・京都市場・名古屋市場である。大正初期には打瀬網船が釜山・統営方面（いずれも現在は大韓民国）へ14隻～15隻が出漁している。
- 明治初期には若干の漁法技術の改良と進歩が見られた。参考文献の水産博覧会解説書[2]には地曳網は鰯が少し捕漁されたが明治4年頃から揚繰網を使用して以後大量の捕漁があった。貝類採取は従来は鎌で海底を切り足で踏み蛤殻を取る方法は少しの捕漁であったが、明治初期に腰巻籠や貝巻籠などの漁具を愛知県から導入したなどの技術改良がされた。全国的な綿魚網の普及、石油集魚燈の使用が伊勢湾富洲原に波及した。
- 大正末期から昭和初期にかけて漁船の動力化の時代で、日本全国では大正末期に10tから20tの漁船を中心に動力化が進んだが、富洲原漁港では昭和一桁の昭和初期に5t以下の小型船の動力化が急速に進んだ。動力化による貝桁網の出現は貝類採取に大きな役割があった。
- 漁船の動力化により漁獲高が多くなり、水産加工業者も24軒～25軒と増加した。加工品は鳥貝類・かたくち煮干・いわし丸干・鯵の開きなど地元の揚繰網・地曳網による捕獲品である。桑名の焼き蛤や時雨蛤は全国的に有名だが赤須賀から富田の海が主産地である。赤須賀から富田までの入漁権の協定で富田一色漁港や富田漁港や赤須賀漁港や川越漁港では舟蛤と言って船で捕獲した。富田漁港はかご巻き、富田一色漁港はうんて巻き、亀崎漁港と城南漁港はこし巻き、赤須賀漁港はかいと巻きと各自考案した道具を使用して蛤をとったが、天ヶ須賀漁港だけは徒蛤といって手足を使用して蛤をとった。かまがきは鎌でかいとる方法。ふみだしは足でさぐってとる方法である。最盛期は昭和初期で7月中の産卵のため禁漁期を除き天ヶ須賀では毎朝蛤のせり市が行われた。伊勢湾の海苔養殖は富田一色・天ヶ須賀では昭和10年の創業で、最初は天ヶ須賀16名、富田一色4名であったが戦中には35名まで増加した。昭和8年度に富洲原町の有力者の仲介で富一水産株式会社が2つの魚市場が合併して広小路浜横町に設立された。昭和16年度に株式会社から商業組合へ組織変更して、昭和21年度には三重県水産業界の荷受け所となって魚の配給施設となって昭和24年度に再び富一水産株式会社となった（富一水産は三重県四日市市の生鮮魚市場として最大規模であった。昭和10年度に漁業組合所属の共同販売所があった。生産団体が直接販売する事を奨励するために開設された。加工業者を対象にヒシコ・小女子を取り扱った）[3][4]。

## 釣り
四日市市の第3四日市コンビナート沿いの霞ヶ浦埠頭の北側に位置する大きな貨物船も停泊できる港が富双地区である。伊勢湾沿いの臨海部であり、釣りができる場所があり、周辺には富双緑地公園やトイレ施設、大遠冷蔵の食堂がある。テトラ地域以外は足場が良いので、富洲原港は釣りの最適地である。富洲原港付近の船員会館の中には食堂や売店があり、トイレも利用できる。富洲原港ではサビキ釣りに向いていてサッパなどの小型回遊魚が狙える釣り場である。投げ釣りではハゼや根魚が捕獲される。船員会館付近にテトラがある。 

## 歴史
江戸時代の中期以後に漁業が盛んで、天ヶ須賀港と富田一色港では廻船業が栄えて、漁村が形成されていた事から漁網の需要があり、漁港が築かれていた。富洲原港は古く江戸時代から桑名藩や忍藩の米の積出港として重要な役割を果たして、明治初期まで天ヶ須賀に千石船200隻～300隻、百石船20隻～30隻また富田一色に漁船100艘内外を所有していた。その当時は物資の輸送手段として船しかなくて、しかし明治時代の近代化後に鉄道や道路など陸運の発達によって海運の必要性が減少して、富洲原港の改修が行われず、船舶の入港にも障害が出た。ところが、明治末期から大正時代にかけて、富洲原の産業、特に東洋紡績富田工場など繊維産業を中心とする工業が発展して、富田一色港を利用する船舶が急増した。船舶増加の対策で海上交通網の整備をして三重郡富洲原町の経費で富洲原港の改修工事を行う必要性にせまられたが、経費不足のために本格的な富洲原港の改修工事はされなかった。改修工事の遅れが富洲原町の工業発展を阻害した。富洲原港が避難港として最適であり、本格的な富洲原港の改修工事が要望された。地元三重郡富洲原町は大正5年度に5000円を出費して、大正8年度に2500円を出して改修工事を試みて三重県に対して本格的な改修工事の支援を陳情していた。陳情は大正8年度に出されて、その後も地元での改修工事を繰り返して三重県への陳情が実ったのは昭和5年度に国に指定港湾となり、昭和7年度から昭和11年度に三重県による本格的な改修工事が行われた（20万円のうち、国費が9万円。県費が6万円。地元の富洲原町が5万円の支出）。

### 年表
- 江戸時代 - 廻船業・漁業が盛ん。米などの積み出し港。

## 統計

### 富田一色港の改修経費
| 年度（西暦） | 年度（和暦） | 経費（円） | 負担者     |
| ------------ | ------------ | ---------- | ---------- |
| 1909         | 明治42       | 820        | 各字土木費 |
| 1910         | 明治43       | 20         | 各自土木費 |
| 1911         | 明治44       | 25         | 各自土木費 |
| 1912         | 大正元       | 45         | 各自土木費 |
| 1913         | 大正2        | 30         | 各自土木費 |
| 1914         | 大正3        | 30         | 各自土木費 |
| 1915         | 大正4        | 35         | 各自土木費 |
| 1916         | 大正5        | 5152       | 村費       |
| 1917         | 大正6        | 50         | 各自土木費 |
| 1918         | 大正7        | 75         | 各自土木費 |

### 富田一色港の船舶出入り数
『富田一色港拡張改修陳情書』による。
| 船種   | 1915（大正4）年度 | 1918（大正7）年度 |
| ------ | ----------------- | ----------------- |
| 商船   | 2,733隻           | 4,550隻           |
| 漁船   | 10,800隻          | 32,400隻          |
| 避難船 | 46隻              | 60隻              |
| 合計   | 13,579隻          | 37,010隻          |

## 富田一色港移出入品目（大正7年度）
| 品目     | 移入金額（円） | 移出金額（円） |
| -------- | -------------- | -------------- |
| 綿       | 3,161,680      | 0              |
| 鰹節     | 680,000        | 80,000         |
| 雑穀     | 570,000        | 425,000        |
| 酒       | 335,000        | 130,000        |
| 海産物   | 324,000        | 324,000        |
| 麦       | 255,000        | 204,000        |
| セメント | 160,000        | 0              |
| 米       | 118,800        | 112,200        |
| レンガ   | 88,400         | 0              |
| 材木     | 75,000         | 0              |
| 外米     | 29,000         | 0              |
| たまり   | 28,500         | 12,000         |
| 塩       | 24,901         | 12,400         |
| 味噌     | 12,950         | 5,250          |
| 石炭     | 12,000         | 0              |
| 素麺     | 0              | 26,400         |